# John Kipling
John Kipling (27 de agosto de 1897 - 27 de setembro de 1915) foi um tenente britânico e filho único do autor Rudyard Kipling com a sua esposa Caroline Starr Balestier.
Conhecido por sua família como Jack, ele sofria de miopia severa, e foi considerado clinicamente inapto para o serviço militar durante a Primeira Guerra Mundial. No entanto, conseguiu assegurar uma comissão das Irish Guards. Em seu aniversário de dezoito anos, Kipling foi mandado para a França.
Dentro de seis semanas, foi mandado para a Batalha de Loos, parte de uma ofensiva aliada conjunta sobre a Frente Ocidental, envolvendo 54 franceses e 13 divisões britânicas. O número de mortos em Loos foi maior do que em qualquer batalha anterior da guerra. Testemunhas relataram ter visto o corpo de Kipling com uma ferida no pescoço. No final da batalha seu nome foi parar na lista de feridos e desaparecidos. Seus pais angustiados utilizaram todos os meios possíveis à disposição para obter notícias sobre seu filho, na esperança de que ele poderia ainda estar vivo, mesmo como prisioneiro de guerra. Em 1919 sua morte foi finalmente aceite pelos seus pais.
Em 1992, a Comissão de Commonwealth War Graves anunciou que o túmulo de um Gurada irlândes desconhecido no Cemitério St Mary's, é o de John Kipling, embora a decisão tenha sido contestada.
O Imperial War Museum, em Londres montou uma exposição para contar a história de John Kipling, em 2007. A história de Jack foi contada no livro "My Boy Jack?: The Search for Kipling's Only Son", de Tonie Valmai e Holt, que foi transformado em uma peça de David Haig e filmado para a televisão britânica como My Boy Jack em 2007, com Daniel Radcliffe como John, David Haig como Rudyard Kipling e Kim Cattrall como Caroline Kipling.
John Kipling é considerado por muitos como mais um jovem que perdeu sua vida no front da Primeira Guerra Mundial, e que foi influênciado pelos pais quanto as maravilhas da guerra.